# SHADOW LADY
『SHADOW LADY』（シャドウレディ）は、桂正和による日本のSF漫画。同名の作品が3種類存在する。

## 概要
桂正和が映画の『バットマン』をモチーフとして描いた作品。タイトルの『SHADOW LADY』は変身に使う「アイシャドウ」と影を意味する英語の「シャドウ」をかけ、鳥嶋和彦が名付けた物である。以下の3作が存在する（掲載誌はいずれも集英社刊）。
1. 『Vジャンプ (VJ)』連載作品。以下「VJ版」。
2. 『週刊少年ジャンプ (WJ)』に掲載された読切作品。以下「読切版」。
3. 『WJ』連載作品。以下「WJ版」。

特に断りなく『SHADOW LADY』と言った場合、最も読者数の高い「WJ版」を指す場合が多い。このため『D・N・A² 〜何処かで失くしたあいつのアイツ〜』 (DNA2) よりも後の作品と認識している者が多いが、オリジナルとなる「VJ版」は『D・N・A2』に先立ち連載されている。
主人公の少女については名前などいくつか共通する点はあるものが基本的には全くの別人であり、境遇・性格をはじめとして3作それぞれで設定が大きく異なる。

### 共通点
- 「アイミ」と言う名の少女が主人公。
- 魔法のアイシャドウ（「読切版」以外での名称はマジックシャドウ）を塗る事によりシャドウレディに変身する。
- 変身後の姿は生物をモチーフとしており、動物の種類はアイシャドーの色に対応している（例：黄色のアイシャドウ→兎）。
- 変身すると大胆且つ活動的になり盗賊として街を騒がせる。

## VJ版
『Vジャンプ』の前身である『週刊少年ジャンプ特別編集増刊 V JUMP』の1992年11月22日号から1993年4月4日号、及び月刊誌として独立後の『Vジャンプ』1993年7月号（創刊号）に掲載。『週刊少年ジャンプ』で連載されていた『電影少女』の次となる桂5本目の連載作品。イラスト集『4C』（3冊組）の中の3冊目『SHADOW LADY Katsura Masakazu Illustrations 3』にフルカラーで収録された。
フルカラー作品である為か、冒頭部分では絵本的な描写がみられ、全体としてアメリカン・コミックス風の仕上がりになっている等、他の作品とは大きく作風が異なる。また以降の版には見られない「自然と科学」という対立軸がうかがえる。
登場毎に使うマジックシャドウの色が異なり変身後のシャドウレディの姿も異なる。色とモチーフは以下の通り。
- 赤：猫
- 黄色：兎
- 青：鳥
- ピンク：花
- 紫：蜂

### あらすじ
祖父と暮らした家と森が開発されてしまうことになり、久しぶりに祖父の家を訪れたアイミは、祖父の生前には入れてもらえなかった部屋で不思議なコンパクトを見つけたことから、シャドウレディに変身できる様になる。思い出の森を守るため、今晩もシャドウレディは盗賊として資金を稼ぐ……。

### 主な登場人物
アイミ / シャドウレディ
本作の主人公。読書（主に詩集）とチェロが趣味の無口な眼鏡をかけた少女。幼い頃に両親を亡くしており、森で暮らす祖父に育てられる。しかし、その祖父も2年前に他界したことから久しぶりに訪れた祖父の家の地下室で、幼い頃に遊んでいたおもちゃ箱にあったバスケットの中から見覚えのないコンパクトを見つける。そのコンパクトのアイシャドウによりシャドウレディに変身し、祖父との思い出の森の開発を防ぐ為、買い取り資金を盗賊行為により稼ぐ。その中で科学技術を良しとし、自然をなおざりにするサムと対決することになる。兵器・ハイパーフレイム砲で森を焼き払いにやって来た、ネオテクノマンとなったサムに圧倒されるも諦めず、命を懸けてまで森を守ろうとする姿勢が彼の心を動かすこととなった。全てが終わり、森を守ることに成功した後も、シャドウレディへの変身は止めておらず、相も変わらず街を騒がせている。
マイト
シャドウレディを追うポリス。街で暴漢に襲われたアイミを助けたことで出会った。シャドウレディを追ううちに親しみを持つ様になる。警察官ではあるが、拳銃は持たない主義で、勤務中もめったに所持しないが、腕は確か。
サム・ライン / テクノマン
センチュリーシティーのトップ企業・ライン社の経営者である実業家の青年。皆が笑顔になれる場所として森を開発し、プレイランド・ラインランドの建設を計画している。森の中の水辺で戯れているアイミを見て以来、彼女に好意を抱いている。自社の技術で作り上げたパワードスーツを着用し、テクノマンとしてシャドウレディと対立することとなる。シャドウレディの正体がアイミであると見抜いており、何とかして止めようとするも、一向に対立する姿勢を崩さない彼女に痺れを切らし、ハイパーフレイム砲で森を焼き払うことを決意。自身もパワーアップしたネオテクノマンとなり、シャドウレディを圧倒するが、彼女の自然を愛し、森を守ろうとする強い意志に心を打たれたことと、彼女に対する愛からそれを断念。しかし、2人の戦いによってハイパーフレイム砲の回路が途切れてしまったことでマシンを止めることができず、今度は自身がシャドウレディと彼女が守ろうとした森を救うために自身の命を犠牲にする覚悟でマシンを止めることを決意。その様子を見たシャドウレディの流した涙とそれに反応したマジックシャドウの魔力によりマシンの全てのエネルギーが消失したことで停止し、命を救われた。その後は計画を白紙に戻し、森に住むアイミを訪ねているが、シャドウレディに変身して街へと出かけていたことから留守だったため、目的を果たせずに終わっている。

## 読切版
『週刊少年ジャンプ』 1995年3・4合併号掲載。46ページ。『ZETMAN 桂正和短編集』及び、WJ版『SHADOW LADY』の単行本3巻に収録。
アイシャドーは黄色のみで、シャドウレディの変身パターンもウサギをモチーフとした1種類のみ。1回の変身に制限時間がある。
なお、読切り版での表記のみ「アイシャドウ」ではなく「アイシャドー」となっており、「マジックシャドウ」と言う名称も登場しない。

### あらすじ
17歳の少女、小森アイミは転校生の伴田マイトに恋心を抱く。しかし、彼の目の前で逆上がりに失敗したことから馬鹿にされてしまう。落ち込むアイミを心配して祖母がくれたのは「魔法のアイシャドー」。祖母の言葉に半信半疑でそれを塗ってみると、アイミはシャドウレディに変身してしまった……。

### 主な登場人物
小森 アイミ（こもり アイミ） / シャドウレディ
本作の主人公。古い田舎町にすむ17歳の少女。運動神経が鈍く、逆上がりが出来ないことが悩み。祖母からもらった「魔法のアイシャドー」でシャドウレディに変身。転校してきた伴田マイトに恋心を抱く。
伴田 マイト（ばんだ マイト）
アイミの学校に転校してきた少年。正義感が強く、自分で作った小道具で悪を退治する。
アイミの祖母
落ち込むアイミを励ますため、小森家の女性に代々伝わる「魔法のアイシャドー」をアイミに授ける。
デモ
元々はアイミの持っているぬいぐるみ。アイミのお目付役として、祖母が秘宝「命の粉」を使い命を与えた。語尾に『〜やんす』を付ける喋り方をする。
爆破強盗
アイミの町に現れた強盗。宝石店に爆弾を仕掛けて侵入し盗みを働く。

## WJ版
『週刊少年ジャンプ (WJ)』に1995年31号から1996年2号まで連載。『D・N・A² 〜何処かで失くしたあいつのアイツ〜』の次となり、『WJ』上においては6本目となる連載作品。「VJ版」を含んだ通算では7本目の連載作品となる。単行本はジャンプ・コミックスより全3巻。衣服が破れたり、全裸状態で石のオブジェにされた女性が登場する等の性的な表現が多い。
ベースとなるシャドウレディはコウモリをモチーフとした1種類のみで、マジックシャドウが取れない限り時間制限はない。この他、エキスパートチェンジによって状況に応じた姿に10分間のみ更なる変身が可能。エキスパートチェンジは6種類あるとの記述があるが、作中に登場したものは3種類のみ。
- 赤のキャットシャドウ：猫の属性。華麗な身のこなし。
- 青のバードシャドウ：鳥の属性。空を飛べる。
- 黄色のバニーシャドウ：兎の属性。速く動ける。

また破れたりしてコスチュームが破損したとき、「リフレッシュアップ」を行うことで軽量化されたコスチュームに変化することができる。

### あらすじ
貧富の激しい街・グレイシティを騒がす女怪盗シャドウレディは不思議な力を使い、盗めないモノはないと言われている。そんな彼女の正体はマジックシャドウの力によって変身した内気な少女小森アイミであった。本田ブライトと出会い、アイミとして頑張る事を誓った彼女だが、恋のライバル細川ライム（スパークガール）も現れ、今日も理由をつけてはシャドウレディへの変身を続ける。
そんな彼女の前に突如現れたのは、アイミの相棒デモを殺す為にやってきた3人組の魔界警察。彼らは人間界に流出してしまった5つの魔石を回収し、魔人が復活する前に封印BOXへと収める事を条件としてデモの免罪を約束する。一つ目の魔石を見つけるも、封印の前に魔人メデューが復活し、なす術もなく石とされてしまったシャドウレディであったが、デモと彼女の絆を見たメデューは石の回収を条件として最後のチャンスを与え石化を解く。以降順調に魔石を集め続けていた彼女達であったが、最後の一つの魔石から魔人ゼラが復活してしまう。メデューをも取り込んでグレイシティを踏みにじり、最終破壊魔人へと変身しつつあるゼラを前に、この混乱の元凶という濡れ衣を世間に着せられてしまったシャドウレディの一世一代の大ドロボウが行われる……。

### 主な登場人物
小森 アイミ（こもり アイミ） / シャドウレディ
本作の主人公。超シャイな17歳の少女。3歳の時に事故で両親を亡くし、13歳まで孤児院で育ったために家族はいない。自身の住むアパートの一階にあるケーキ屋で働いている。マジックシャドウを付けることでシャドウレディに変身する。怪盗として夜の街を騒がせるが、あくまでも普段の内気な性格に対するストレス解消であり、どうでもいい様な物ばかりを盗む。変身時の性格と変身前では180度とも言えるほど性格が違うが、これはマジックシャドウの効力によるものである（ドリーの場合も性格が変化した）。暴漢に襲われているところをブライトに助けられたことで、恋に落ちる。以降変身するたびに『これが最後』と言っているが、何かに付けては再び変身している。
デモ / デモ太（デモた）
魔界からやってきた小悪魔。アイミにマジックシャドウを渡し、シャドウレディの相棒となる。普段はデモ太を名乗り、人間の子供の姿で生活している。
本田 ブライト（ほんだ ブライト）
25歳の刑事。シャドウレディを自分の手で捕まえ、更生させようとグレイシティにやってきた。アイミの真上の部屋に住んでいる。発明が趣味であり、職務に使おうとしてはことごとく失敗している。最初はシャドウレディの能力に対する憧れを好意と勘違いしていたが、アイミに諭されシャドウレディを女性として好きだと告白する。
ドリー
グレイシティ警察シャドウレディ担当の警部。しかしいつもシャドウレディにおちょくられており、シャドウレディからはドジー警部と揶揄われている。シャドウレディにマジックシャドウで変身させられた事がある。
山崎（やまざき）
ドリー配下の刑事。いつも下らない作戦を計画している。
細川 ライム（ほそかわ ライム） / スパークガール
17歳の少女。ブライトが以前住んでいた町で、一緒に発明をしていた。ブライトに想いを寄せ、シャドウレディにしか興味がない彼を昔のように戻したいという思いからグレイシティにやって来た。この時は、ブライトと同じ髪型（ブライトヘアー）にしていた。そこでアイミと意気投合し、友情を深める。
シャドウレディを捕まえるべく挑戦状を突きつけ、スパークガールに変装。ワイヤーを駆使した動きとエレキロッドでシャドウレディを追い詰めるも、キャットシャドウに変身したシャドウレディに衣服を切り裂かれ敗北。しかしシャドウレディに唯一のライバルと認められた。
美女連続誘拐事件においてはアイミのピンチに現れ、クラインに挑む（このときの衣装には若干の差異が加えられている）。しかしクラインに捕まり、石化攻撃を受けてしまう。体の石化と衣服の崩壊の中でクラインに発信機を付けたものの、このまま裸のオブジェへと変わり、全裸の姿でワイヤーにつるされた状態のまま夜の街に放置されてしまう。その後、メデューによって誘拐された女性たちとともに石化を解かれるが、夜の街で凍えて震えることになってしまった。
ビン、デロン、ルーク
魔界の規則を破ったデモを殺すためやってきた魔界警察。アイミが魔石の回収を行う事を条件にデモの免罪を約束する。ビンは語尾に『っス』を付ける喋り方。デロンはアイミに怒鳴りつけたところを『うるさい』とビンに消されてしまった。ルークはほとんど喋らない。
花山 クライン（はなやま クライン）
寄付やボランティア等を行い「街の英雄」と呼ばれる青年実業家。しかし夜になると美女を次々と誘拐し、魔石の力で石化してコレクションにしている。世界中の美女を自分のものにするという欲望を持ち、邸宅には彼によって裸のオブジェにされた女性たちが立ち並んでいる。
彼の眼からの光を受けた者は、石化と同時に衣服を剥がされて裸のオブジェにされてしまう。石化の開始部分、進行速度は彼の思いのままである。
魔石回収のために行動していたアイミを狙って姿を現したところでスパークガールに乱入されるも、優勢を見せて捕まえる。顔を傷つけられたことで、この場で石化をかけ、スパークガールを裸のオブジェに変えて放置。アイミだけを捕まえて姿を消す。その後、体だけ石化された美女を容赦なく壊す彼に激怒したシャドウレディに惨敗。魔石に力を求めるあまり、理性を失い暴走状態に陥ったところ、覚醒したメデューに殺された。
メデュー
魔石のひとつに封印されていた魔人でシャドウレディを圧倒するほどの力を備える。人であれば眼を見ることで、只の物質であれば意思ひとつでその対象を石化する力を持つ。鏡を用いられて自分を石化させられるも、石になった右腕を叩き落して再生している。クラインの石化は元々はメデューの力であり、クラインの欲望を取り込んで覚醒を果たす。無駄なことが嫌い。
アイミとデモの絆を垣間見たことで事の成り行きを見守ることを決め、クラインに石化された女性たちを元に戻すと同時に彼女たちから事件の記憶を消した。
ゼラ
魔石のひとつに封印されていた魔人。様子を見守ろうとするメデューとは対照的に、積極的に破壊行動を取ろうとし、メデューや他の魔石を吸収し、破壊魔人へと変身しようとする。

## 書誌情報
全て著者は桂正和、集英社発行。
- 4C / 1998年8月9日初版発行、ISBN 978-4-08-782762-0
  - 『SHADOW LADY Katsura Masakazu Illustrations 3』
- ZETMAN 桂正和短編集〈ジャンプ・コミックス〉1995年7月9日初版発行 ISBN 978-4-08-871820-0
- WJ版単行本〈ジャンプ・コミックス〉
  1. 1996年1月15日初版発行 ISBN 978-4-08-872041-8
  2. 1996年5月15日初版発行 ISBN 978-4-08-872042-5
  3. 1996年9月9日初版発行 ISBN 978-4-08-872043-2